# Comarca de la Barcala
La comarca de la Barcala (en gallego y oficialmente A Barcala) es una comarca situada en el noroeste de España, Provincia de La Coruña (Galicia). Limita, al norte, con la comarca del Jallas; al este y al sur, con la comarca de Santiago; y al oeste, con la comarca de Noya.

## Municipios
Está formada por los municipios siguientes:
- La Baña
- Negreira